# Amerikanische Seezungen
Die Amerikanische Seezungen (Achiridae) sind eine Familie der Plattfische (Pleuronectoideo). Die Fische leben an den tropischen und subtropischen Küsten Nord-, Mittel- und Südamerikas. 

## Lebensraum
Die Gattungen Achiropsis, Apionichthys, Pnictes und Soleonasus kommen nur in Süßgewässern des nördlichen Südamerika vor, Apionichthys dumerili in den Mündungsgebieten von Orinoco, Corantjin, Oyapock, Amazonas und Río Grajaú auch in Brack- und Meerwasser. Zwei Arten der Gattung Catathyridium leben nur im Einzugsbereich von Rio Paraguay, Río Paraná und Río Uruguay und Catathyridium garmani kommt in Mündungs- und Küstengebieten des südöstlichen Brasilien und des nördlichen Uruguay, einschließlich der Lagoa dos Patos, vor. Einige marine Arten aus den Gattungen Achirus und Trinectes gehen zeitweise in Süßwasser.

## Merkmale
Sie ähneln den Seezungen (Soleidae) und wurden früher als deren Unterfamilie angesehen. Wie diese haben sie die Augen auf der rechten Seite. Die untere Lippe wird durch einen Knorpel verstärkt.
Die meisten Arten haben eine auffallend kreisrunde oder ovale Körperform. Rücken- und Afterflosse sind nicht mit der Schwanzflosse zusammengewachsen. Die rechte Bauchflosse ist mit der Afterflosse zusammengewachsen. Die Brustflossen sind klein oder nicht vorhanden.
Es sind kleine Plattfische von nur 3,5 bis 23 Zentimeter Länge.

## Systematik
Die Amerikanischen Seezungen bilden zusammen mit den Seezungen (Soleidae), den Hundszungen (Cynoglossidae) und sechs weiteren Plattfischfamilien die Überfamilie Soleoidea.

## Gattungen und Arten

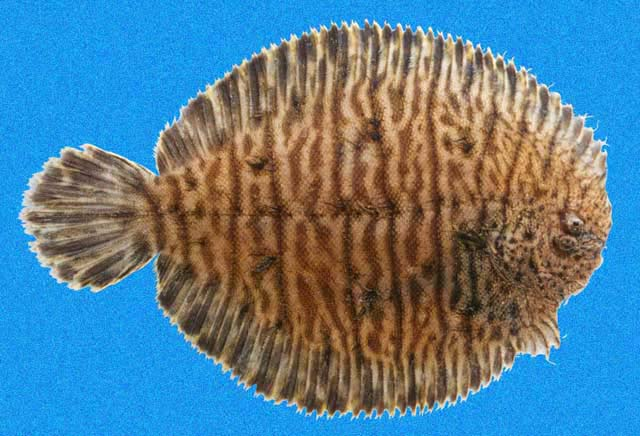
Achirus scutum

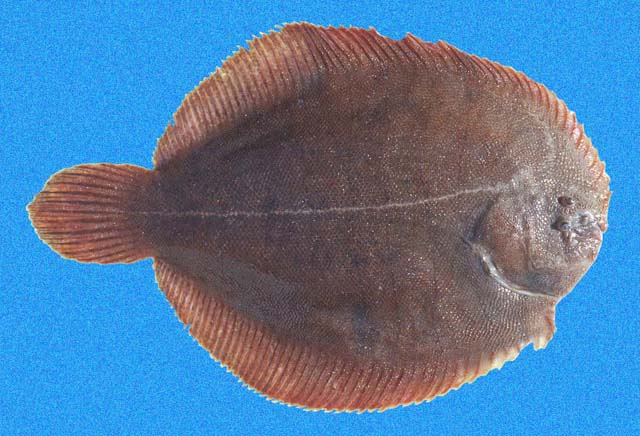
Achirus klunzingeri

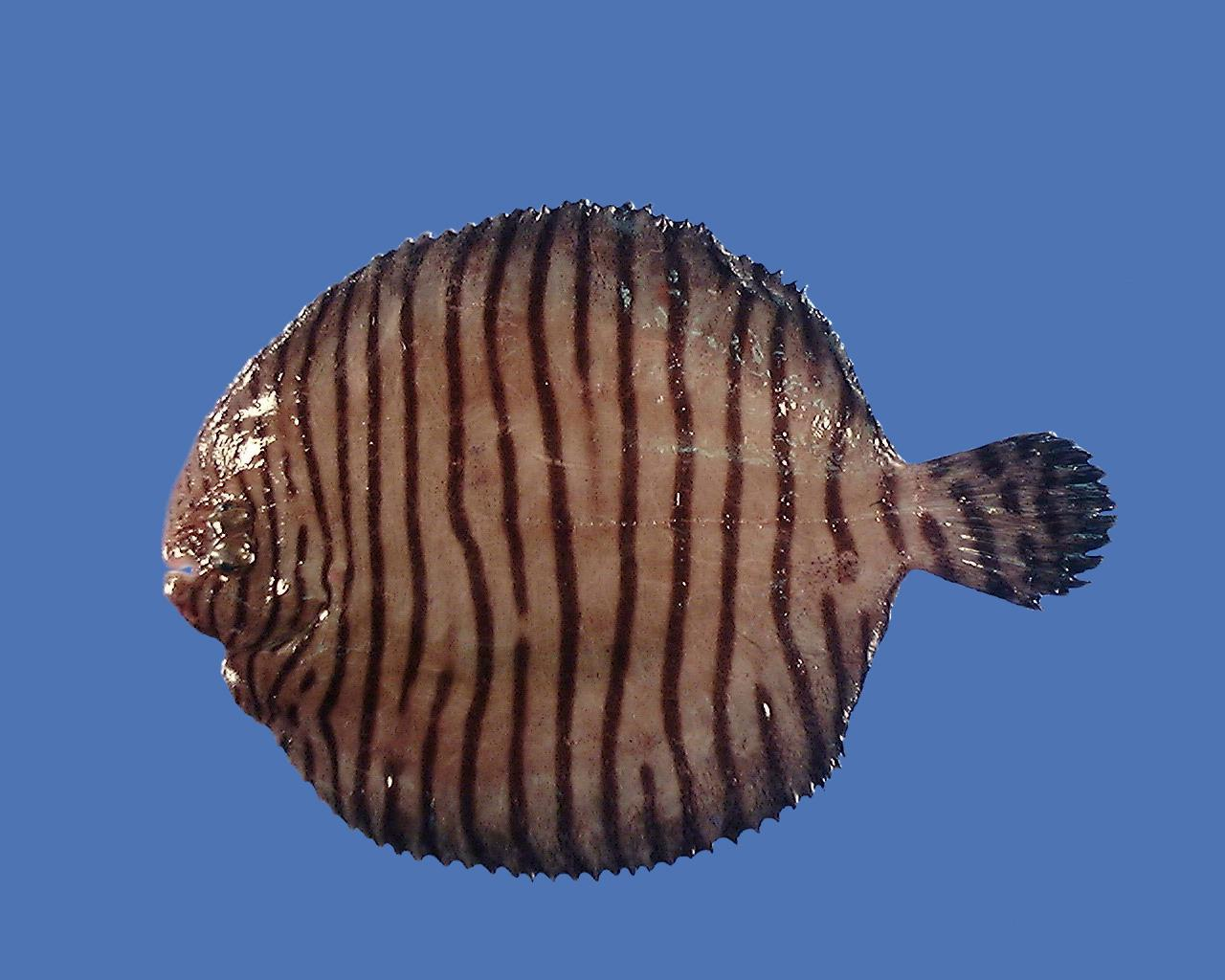
Gymnachirus texae

Es gibt sieben Gattungen und 35 Arten:
- Gattung Achirus
  - Achirus achirus (Linnaeus, 1758)
  - Achirus declivis Chabanaud, 1940
  - Achirus klunzingeri (Steindachner, 1880)
  - Achirus lineatus (Linnaeus, 1758)
  - Achirus mazatlanus (Steindachner, 1869)
  - Achirus mucuri Ramos, Ramos & Lopes, 2009
  - Achirus novoae Cervigón, 1982
  - Achirus scutum (Günther, 1862)
  - Achirus zebrinus Clark, 1936
- Gattung Apionichthys
  - Apionichthys dumerili Kaup, 1858
  - Apionichthys finis (Eigenmann, 1912)
  - Apionichthys menezesi Ramos, 2003
  - Apionichthys nattereri (Steindachner, 1876)
  - Apionichthys rosai  Ramos, 2003
  - Apionichthys sauli Ramos, 2003
  - Apionichthys seripierriae Ramos, 2003
- Gattung Catathyridium
  - Catathyridium garmani (Jordan, 1889)
  - Catathyridium grandirivi Chabanaud, 1928
  - Catathyridium jenynsii (Günther, 1862)
  - Catathyridium lorentzii (Weyenbergh, 1877)
- Gattung Gymnachirus
  - Gymnachirus melas Nichols, 1916
  - Gymnachirus nudus Kaup, 1858
  - Gymnachirus texae (Gunter, 1936)
- Gattung HypoclinemusHypoclinemus mentalis

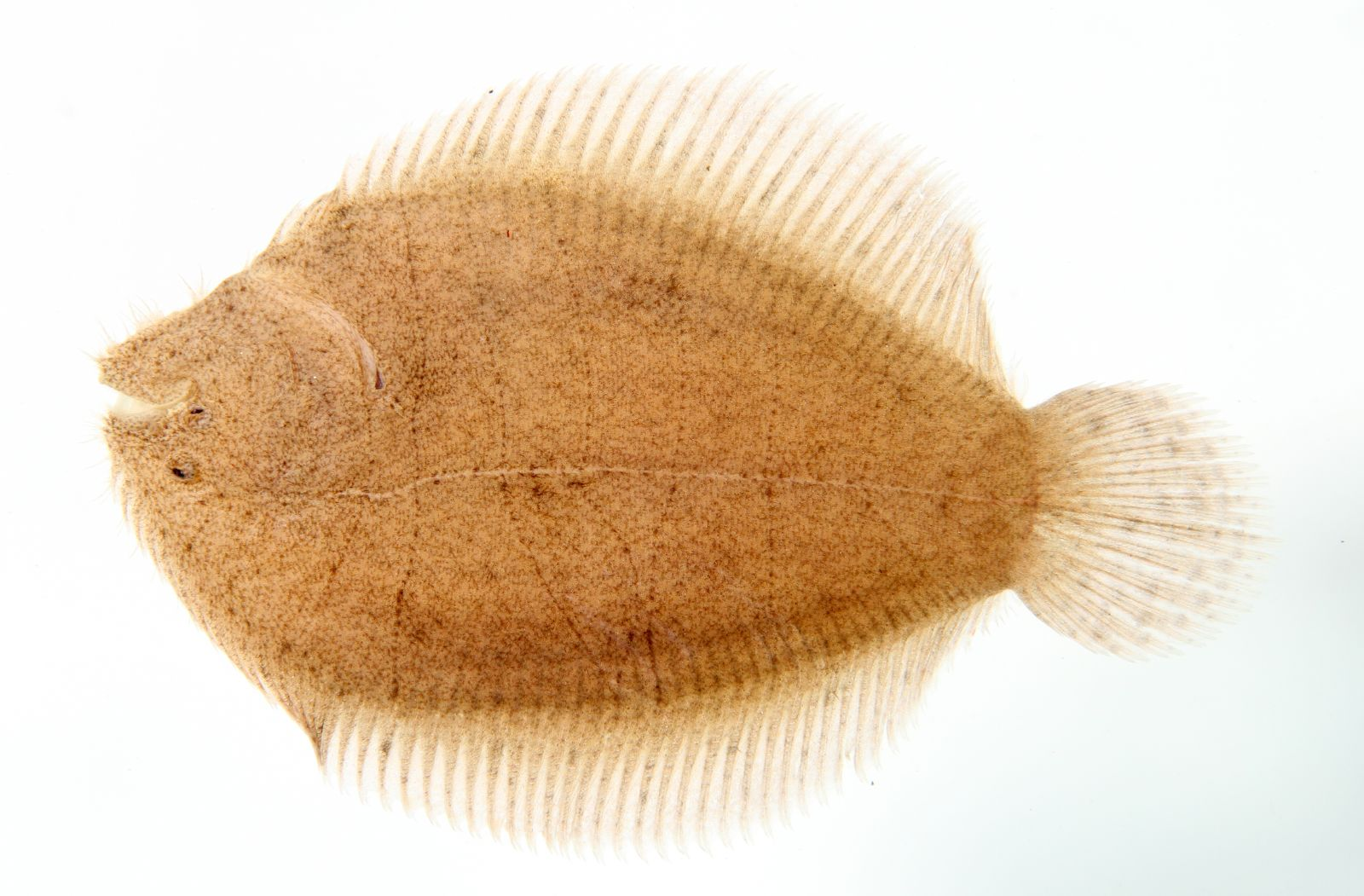
Hypoclinemus mentalis

  - Hypoclinemus mentalis (Günther, 1862)
- Gattung Pnictes
  - Pnictes asphyxiatus (Jordan, 1889)
- Gattung TrinectesTrinectes maculatus

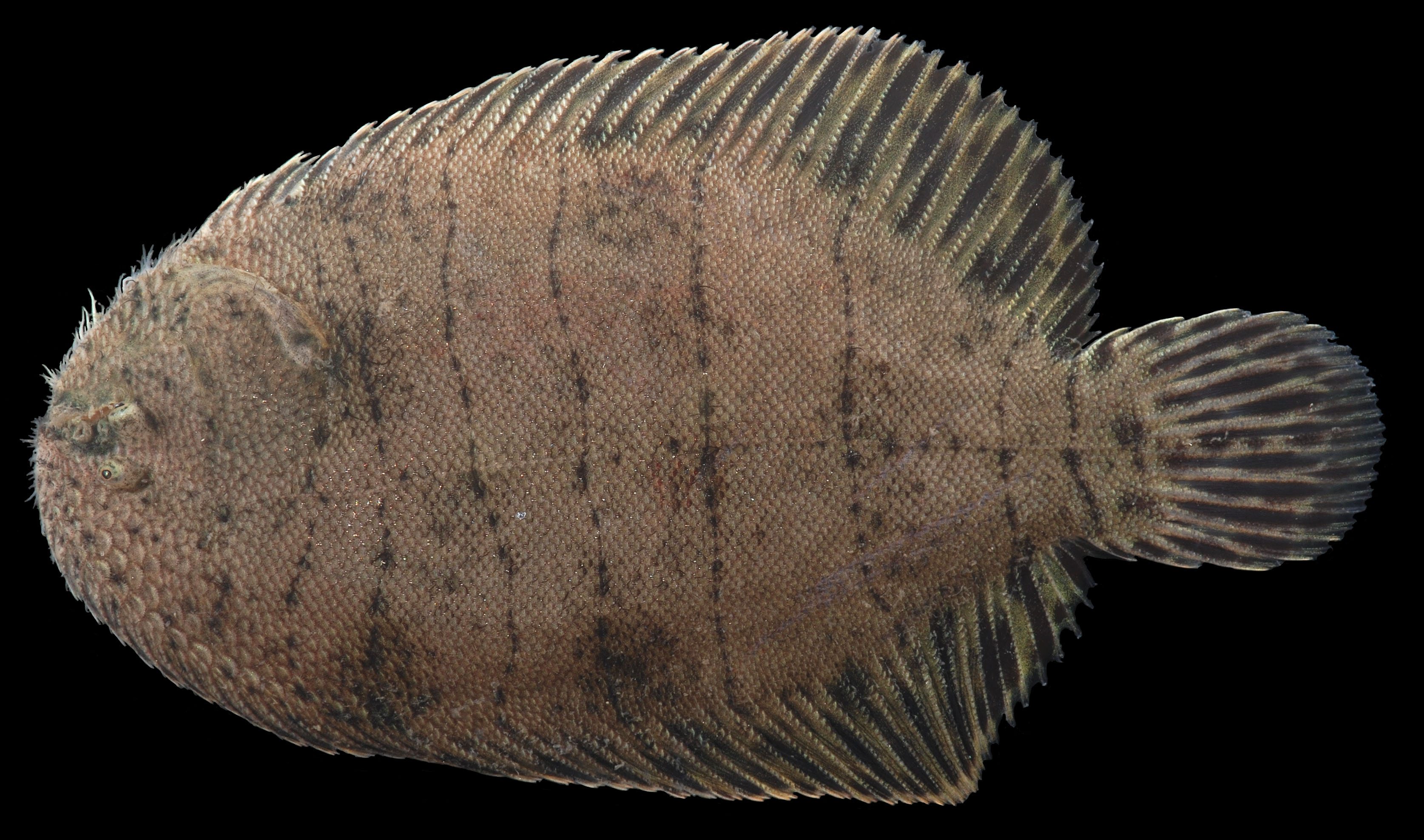
Trinectes maculatus

  - Trinectes fimbriatus (Günther, 1862)
  - Trinectes fluviatilis (Meek & Hildebrand, 1928)
  - Trinectes fonsecensis (Günther, 1862)
  - Trinectes hubbsbollinger Duplain et al., 2012
  - Trinectes inscriptus (Gosse, 1851)
  - Trinectes maculatus (Bloch & Schneider, 1801)
  - Trinectes microphthalmus (Chabanaud, 1928)
  - Trinectes opercularis (Nichols & Murphy, 1944)
  - Trinectes paulistanus (Miranda-Ribeiro, 1915)
  - Trinectes xanthurus Walker & Bollinger, 2001